# Lasura separata
Lasura separata är en insektsart som beskrevs av Medler 1992. Lasura separata ingår i släktet Lasura och familjen Flatidae. Inga underarter finns listade i Catalogue of Life.